# Allium svetlanae
Allium svetlanae är en amaryllisväxtart som beskrevs av Aleksei Ivanovich Vvedensky och Filim. Allium svetlanae ingår i släktet lökar, och familjen amaryllisväxter. Inga underarter finns listade i Catalogue of Life.